# Baszta Czapników w Krakowie
Baszta Czapników – niezachowana baszta w ciągu murów miejskich w Krakowie. Baszta stała u wylotu ulicy św. Tomasza na planty. Była to ostatnia baszta w ciągu murów miejskich Krakowa tuż przed bramą Mikołajską. Za basztę był odpowiedzialny cech czapników.

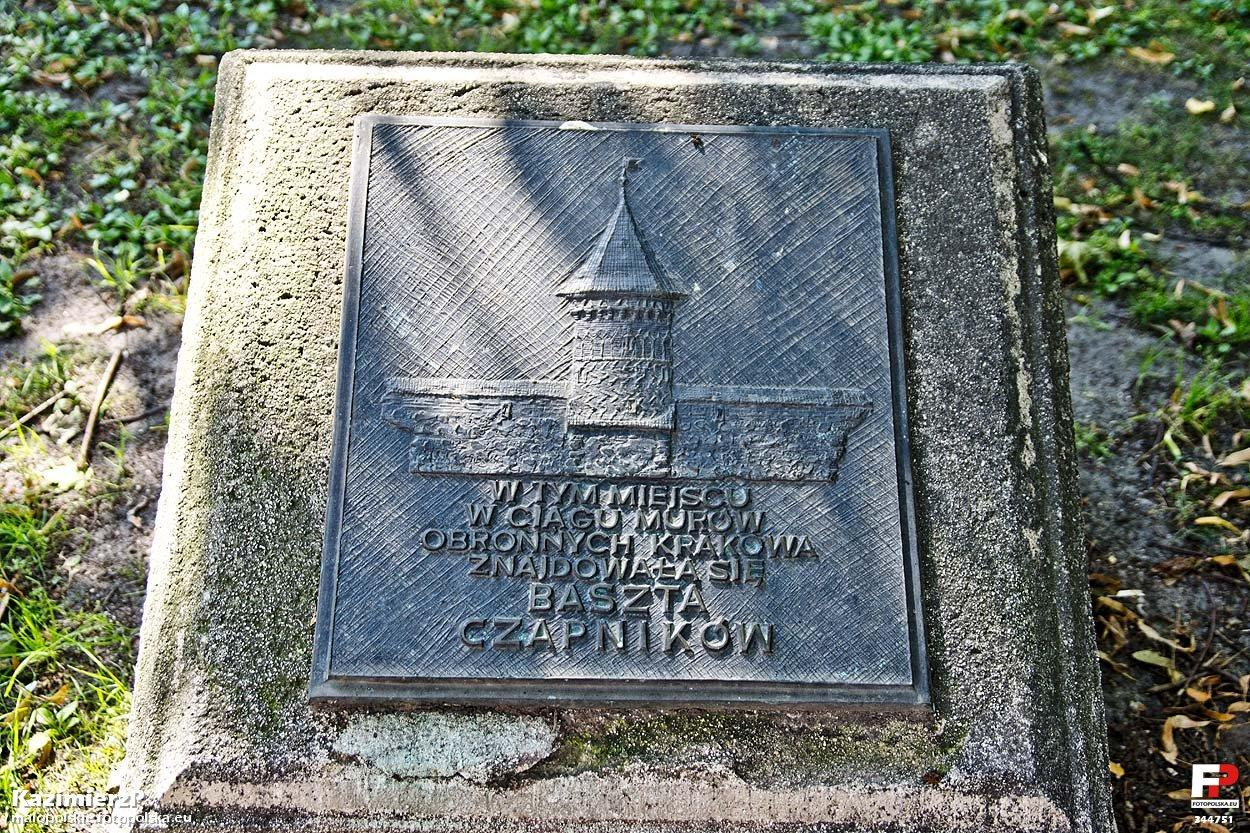
Tablica na Plantach wskazująca dawną lokalizację Baszty Czapników.

Z powodu wątłej ilości wiarygodnych materiałów historycznych dotyczących tej baszty, należy uznać temat za otwarty do badań i poszukiwań.